# Dorell Wright

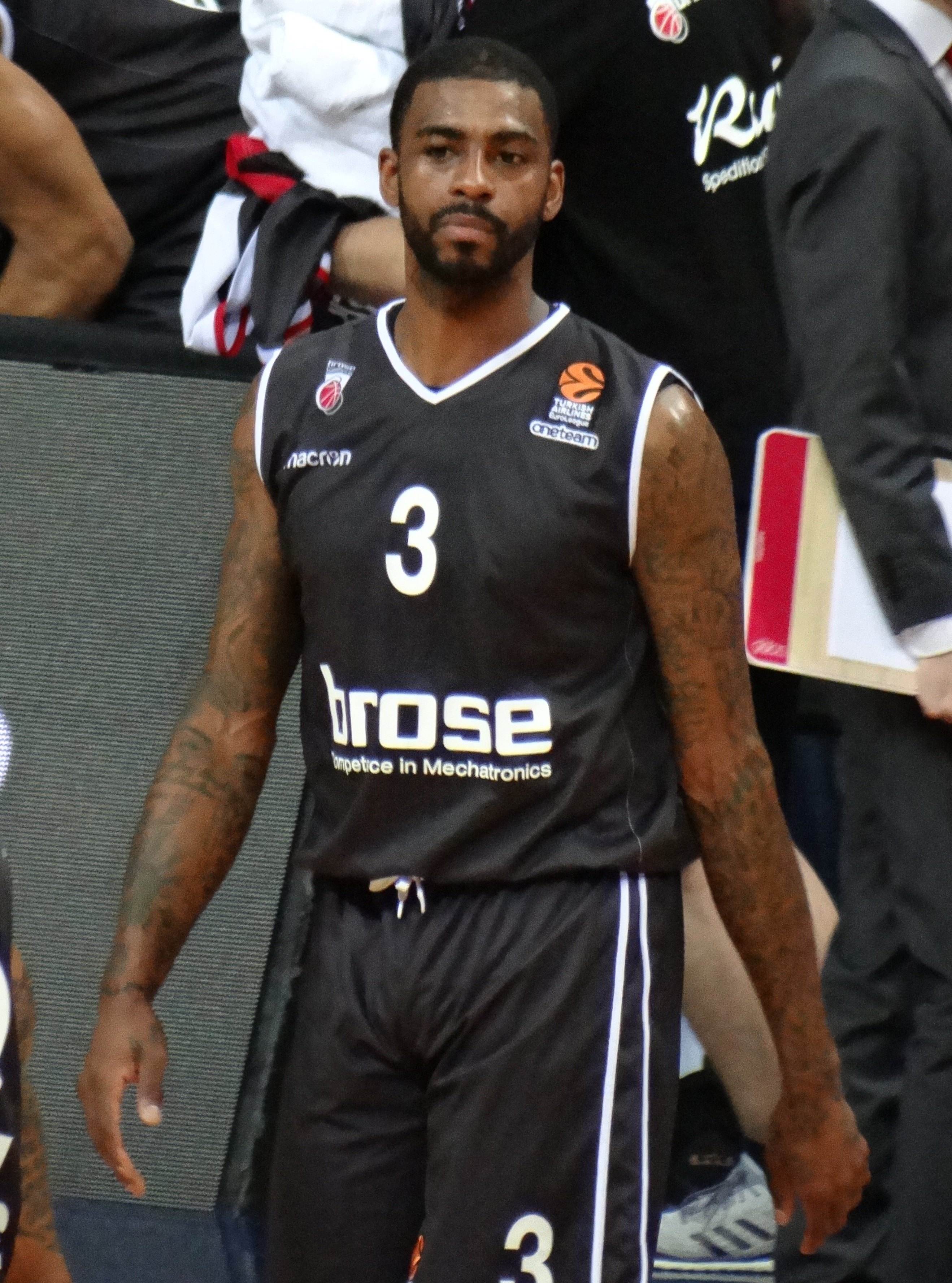
Dorell Wright, 2018.

Dorell Lawrence Wright, född 2 december 1985 i Los Angeles i Kalifornien, är en amerikansk före detta professionell basketspelare (SF) som tillbringade elva säsonger (2004–2016) i den nordamerikanska basketligan National Basketball Association (NBA), där han spelade för Miami Heat, Golden State Warriors, Philadelphia 76ers och Portland Trail Blazers.
Under sin NBA-karriär gjorde Wright 4 597 poäng (8,4 poäng per match), 850 assists samt 2 093 rebounds, räddningar från att bollen ska hamna i nätkorgen, på 549 grundspelsmatcher.
Han var med och vinna NBA-mästerskapet, tillsammans med Miami Heat, för säsongen 2005–2006.
Wright spelade också som proffs i Bosnien och Hercegovina, Kina, Ryssland och Tyskland.
Han draftades av Miami Heat i första rundan i 2004 års draft som 19:e spelare totalt.
Han är bror till Delon Wright.